# Штафета 4 × 400 метара
Штафета 4 х 400 метара је атлетска дисциплина у којој сваки од четири такмичара трчи деоницу од 400 метара (један круг на отвореном, односно два круга у дворани). То је традиционално завршна дисциплина на великим атлетским надметањима. Првих 500 метара свака екипа трчи у својој стази. Такмичари започињу трку из ниског старта, користећи стартне блокове. Трка штафета почиње са линије са које почиње и трка на 400 метара. Након првих 500 метара штафетне трке такмичари са спољних стаза утрчавају ка унутрашњој стази и остатак трке тркачи теже да трче што ближе унутрашњој стази, имајући у виду да се код кривина повећава радијус на спољним стазама и, следствено томе, дужа је деоница коју треба претрчати ако се трчи даље од унутрашње стазе.
Такмичари носе штафетну палицу коју предају својој измени. Предаја штафете мора се обавити у пољу величине 20 метара (обично је означен плавим линијама). Прва измена се врши у истој стази у којој је и започета трка, друга и трећа измена се обављају у било којој стази, тако што се такмичари који треба да приме штафету поређају по тренутном поретку водећих, почев од унутрашње стазе где тренутни лидер треба да преда штафету својој измени. За разлику од штафете 4 х 100 метара у штафети 4 х 400 метара такмичари који примају штафету гледају иза себе како би примили штафетну палицу. Зато се у овој дисциплини ређе дешавају дисквалификације. Дисквалификације су могуће ако тркачи оматају противничке тимове током примопредаје штафета или током саме трке.

#### Светски рекорд на отвореном за мушкарце:
- 2:54.29  Сједињене Државе (Ендру Валмон, Квинси Вотс, Буч Рејнолдс, Мајкл Џонсон), Штутгарт, Немачка (22. август 1993.)

#### Светски рекорд у дворани за мушкарце:
- 3:01.51  Сједињене Државе (Амер Латин, Оби Игбокве, Џермејн Холт, Камари Монтгомери), Хјустон, САД (9. фебруар 2019.)

#### Светски рекорд на отвореном за жене:
- 3:15.17  Совјетски Савез (Татјана Ледовскаја, Олга Назарова, Марија Пинигина, Олга Бризгина), Сеул, Јужна Кореја (1. октобар 1988.)

#### Светски рекорд у дворани за жене:
- 3:23.37  Русија (Јулија Гушчина, Олга Котлиарова, Олга Зајцева, Олесја Красномовец), Глазгов, Шкотска (27. јануар 2006.)

#### Светски рекорд за мешовите штафете на отвореном:
- 3:08.80  Сједињене Државе  (Џастин Робинсон, Рози Ефионг, Метју Болинг, Алексис Холмс), Будимпешта, Мађарска (19. август 2023.)

## Десет најбржих штафета свих времена
- Листа укључује искључиво државне репрезентације, не и штафете које су састављене од тркача резличитих држављанстава. Листа је ажурирана 16. новембра 2024. по информацијама са сајта Светске атлетике.[1]

### Мушкарци:
| Ранг | Време (минути:секунде,стотинке) | Тим               | Састав                                                               | Датум            | Место    | Реф.  |
| ---- | ------------------------------- | ----------------- | -------------------------------------------------------------------- | ---------------- | -------- | ----- |
| 1.   | 2:54,29                         | Сједињене Државе  | Ендру Валмон, Квинси Вотс, Буч Рејнолдс, Мајкл Џонсон                | 12. август 1993. | Штутгарт | [ 2 ] |
| 2.   | 2:54,53                         | Боцвана           | Бајапо Ндори, Бусанг Колен Кебинатшпи, Ентони Песела, Летсиле Тебого | 10. август 2024. | Сен Дени | [ 3 ] |
| 3.   | 2:55,83                         | Велика Британија  | Алекс Хајдок-Вилсон, Метју Хадсон-Смит, Луис Дејви, Чарлс Добсон     | 10. август 2024. | Сен Дени | [ 3 ] |
| 4.   | 2:56,72                         | Бахаме            | Крис Браун, Деметриус Пиндер, Мајкл Матју, Рамон Милер               | 10. август 2012. | Лондон   | [ 4 ] |
| 5.   | 2:56,75                         | Јамајка           | Мајкл Мекдоналд, Грегори Хотон, Дени Мекферлејн, Давиан Кларк        | 10. август 1997. | Атина    | [ 5 ] |
| 6.   | 2.57,18                         | Холандија         | Лимарвин Боневација, Теренс Агард, Тони ван Дипен, Ремзи Анџела      | 7. август 2021.  | Токио    | [ 6 ] |
| 7.   | 2:57,75                         | Белгија           | Џонатан Сакор, Дилан Борле, Кевин Борле, Флорент Мабил               | 10. август 2024. | Сен Дени | [ 3 ] |
| 8.   | 2:58,00                         | Пољска            | Пјотр Рисиукијевић, Томас Чубак, Пјотр Хачек, Роберт Маћковијак      | 22. јул 1998.    | Њујорк   | [ 2 ] |
| 9.   | 2:58,12                         | Тринидад и Тобаго | Џерин Соломон, Џерим Ричардс, Махел Седенио, Лалонд Гордон           | 13. август 2017. | Лондон   | [ 7 ] |
| 9.   | 2:58,12                         | Јужна Африка      | Гардео Ајзакс, Закити Нене, Лит Пилај, Антоан Матис Нортје           | 10. август 2024. | Сен Дени | [ 3 ] |

### Жене:
| Ранг | Време (минути:секунде,стотинке) | Тим              | Састав                                                                                  | Датум              | Место    | Реф.   |
| ---- | ------------------------------- | ---------------- | --------------------------------------------------------------------------------------- | ------------------ | -------- | ------ |
| 1.   | 3:15,17                         | Совјетски Савез  | Татјана Ледовскаја, Олга Назарова, Марија Пинигина, Олга Бризгина                       | 1. октобар 1988.   | Сеул     | [ 8 ]  |
| 2.   | 3:15,27                         | Сједињене Државе | Шамир Литл, Сидни Меклохлин-Леврон, Габријела Томас, Алексис Холмс                      | 10. август 2024.   | Сен Дени | [ 9 ]  |
| 3.   | 3:15,92                         | Источна Немачка  | Гесин Валтер, Сабине Буш, Дагмар Рибзам-Нојбауер, Марита Кох                            | 3. јун 1984.       | Ерфурт   |        |
| 4.   | 3:18,38                         | Русија           | Јелена Рузина, Татјана Алексејева, Маргарита Пономарјова, Ирина Привалова               | 22. август 1993.   | Штутгарт | [ 10 ] |
| 5.   | 3:18,71                         | Јамајка          | Роземари Вајт, Давита Прендергаст, Новиен Вилијамс-Милс, Шерика Вилијамс                | 3. септембар 2011. | Даегу    | [ 11 ] |
| 6.   | 3:19,50                         | Холандија        | Лике Клавер, Катхеијн Питерс, Лизан де Вит, Фемке Бол                                   | 10. август 2024.   | Сен Дени | [ 9 ]  |
| 7.   | 3:19,72                         | Велика Британија | Викторија Охуруогу, Лавијал Нилсен, Никол Јиргин, Амбер Анинг                           | 10. август 2024.   | Сен Дени | [ 9 ]  |
| 8.   | 3:19,90                         | Ирска            | Софи Бекер, Рашидат Аделеке, Фил Хили, Шарлин Модзли                                    | 10. август 2024.   | Сен Дени | [ 9 ]  |
| 9.   | 3:20,32                         | Чехословачка     | Татјана Кочембова, Милена Матејковичова, Зузана Моравчикова, Јармила Кратохвилова       | 14. август 1983.   | Хелсинки | [ 12 ] |
| 10.  | 3:20,53                         | Пољска           | Наталија Качмарек, Ига Баумгарт-Витан, Малгоржата Холуб-Ковалик, Јустина Свјети-Ерсетић | 7. август 2021.    | Токио    | [ 13 ] |

## Континентални рекорди у трци штафета 4 × 400 метара за мушкарце
(стање 15. новембар 2024)
|     | Време   | Тим              | Састав | Датум            | Место       |
| --- | ------- | ---------------- | --- | ---------------- | ----------- |
| ОР  | 2:54,43 | Сједињене Државе | Кристофер Бејли, Вернон Норвуд, Брајс Дедмон, Раи Бенџамин                                                      | 10. август 2024. | Сен Дени    |
| АЗР | 2:58,33 | Јапан            | Јуки Јозеф Накајима, Каито Кавабата, Фуга Сато, Кентаро Сато                                                    | 5. октобар 2019. | Доха        |
| АФР | 2:54,53 | Боцвана          | Бајапо Ндори, Бусанг Колен Кебинатшпи, Ентони Песела, Летсиле Тебого                                            | 10. август 2024. | Сен Дени    |
| ЕР  | 2:55,83 | Велика Британија | Алекс Хајдок-Вилсон, Метју Хадсон-Смит, Луис Дејви, Чарлс Добсон                                                | 10. август 2024. | Доха        |
| САР | 2:54,29 | Сједињене Државе | Ендру Валмон, Квинси Вотс, Буч Рејнолдс, Мајкл Џонсон                                                           | 11. август 2012. | Лондон      |
| ЈАР | 2:58,56 | Бразил           | Еронлид Нуњес де Араухо, Андерсон Јорге Оливеира дос Сантос, Клаудинел Куирињо да Силва, Сандерлеи Кларо Парела | 30. јул 1999.    | Винипег     |
| ОКР | 2:59,70 | Аустралија       | Дарен Кларк, Рик Мичел, Гери Минихан, Брус Фрејн                                                                | 11. август 1984. | Лос Анђелес |
| РС  | 2:59,95 | СФР Југославија  | Дејан Јовковић, Ненад Ђуровић, Исмаил Мачев, Слободан Бранковић                                                 | 31. август 1991. | Токио       |

## Континентални рекорди у трци штафета 4 × 400 метара за жене
(стање 15. новембар 2024)
|     | Време   | Тим              | Састав                                                                                           | Датум               | Место        |
| --- | ------- | ---------------- | ------------------------------------------------------------------------------------------------ | ------------------- | ------------ |
| ОР  | 3:15,17 | Совјетски Савез  | Татјана Ледовскаја, Олга Назарова, Марија Пинигина, Олга Бризгина                                | 1. октобар 1988.    | Сеул         |
| АЗР | 3:24,28 | Кина             | Сјаохонг Ан, Сјајун Баи, Чуњинг Сао, Јукин Ма                                                    | 13. септембар 1993. | Пекинг       |
| АФР | 3:21,04 | Нигерија         | Олабиси Афолаби, Фатимат Јусуф, Черити Опара, Фалилат Огункоја-Ошеку                             | 3. август 1996.     | Атланта      |
| ЕР  | 3:15,17 | Совјетски Савез  | Татјана Ледовскаја, Олга Назарова, Марија Пинигина, Олга Бризгина                                | 1. октобар 1988.    | Сеул         |
| САР | 3:15,27 | Сједињене Државе | Шамир Литл, Сидни Меклохлин-Леврон, Габријела Томас, Алексис Холмс                               | 10. август 2024.    | Сен Дени     |
| ЈАР | 3:26,68 | Бразил           | Геиса Апаресида Кутињо, Барбара Фариас де Оливеира, Жоелма дас Невес Соуза, Жаилма Салес де Лима | 7. август 2011.     | Сао Пауло    |
| ОКР | 3:23,81 | Аустралија       | Нова Перис-Нибон, Темзин Ману, Мелинда Гејнсфорд-Тејлор, Кети Фриман                             | 30. септембар 2020. | Сиднеј       |
| РС  | 3:34,64 | Србија           | Зорана Барјактаровић, Тамара Салашки, Бојана Каличанин, Маја Ћирић                               | 21. јул 2018.       | Стара Загора |

## Освајачи медаља на највећим међународним такмичењима
- Олимпијске игре - мушкарци
- Олимпијске игре - жене
- Светска првенства - мушкарци
- Светска првенства - жене